# Субаши, Якуп Шевки
Яку́п Шевки́ Субаши (тур. Yakup Şevki Subaşı; 1876, Харберд, Османская империя — 20 декабря 1939, Стамбул, Турция) — генерал-майор Османской армии.

## Биография
Родился в 1876 году в Харберде. В 1900 году окончил Военную академию, получив звание штабс-капитана. Был начальником генштаба 2-й армии. Во время Балканских войн был начальником генштаба артиллерии Османской империи.
Начало Первой мировой войны встретил в должности командира Стамбульского укрепрайона. Командовал VI армейским корпусом. Во время Дарданелльской операции командовал 19-й дивизией, затем — III корпусом. В период Галицийской операции командовал XV корпусом. За успешные боевые действия получил звание генерала.
С 1917 года — командующий 2-й османской армии. Воевал на Кавказском фронте.
2 марта 1918 года назначен командующим 9-й османской армией. С апреля 1918 года — командующий армейской группой «Карс».
В 1920 году был сослан на Мальту. В 1921 году возвратился из ссылки. Во время войны Турции за независимость командовал 2-й турецкой армией. С 1924 года — член Высшего военного совета. Умер 20 декабря 1939 года в Стамбуле.